# Grenbägarlav
Grenbägarlav (Cladonia polydactyla) är en lavart som först beskrevs av Flörke, och fick sitt nu gällande namn av Kurt Sprengel. Grenbägarlav ingår i släktet Cladonia och familjen Cladoniaceae.  Arten är reproducerande i Sverige. Inga underarter finns listade i Catalogue of Life.